# Shah Mansur Shirazi
Shah Mansur Shirazi fou un ministre de l'emperador Akbar el Gran, d'origen indi. Va ocupar un càrrec financer a la cort però per les crítiques de la noblesa musulmana van obligar a destituir-lo i enviar-lo com a superintendent de finances a Jaunpur. A la mort del rebel Khan Zaman (1566) fou diwan de Munim Khan i després bakhshi (encarregat de pagar les tropes). Mort Munim el 1576 Akbar el va nomenar visir de finances junt amb Muzaffar Khan i Todal Mall però després va quedar sol (els dos darrers foren aviat designats per altres funcions). Era rigorós i la revolta a Jaunpur, Bihar i Bengala del 1580 es va atribuir a la seva rigidesa. Acusat d'estar en contacte amb Mirza Muhammad Hakim, governador de Kabul i germà de llet d'Akbar, que s'havia revoltat, fou executat el 1581 encara que després l'acusació es va demostrar falsa.